# Ataque de Inates de dezembro de 2019
O ataque de Inates de dezembro de 2019 ocorreu em 10 de dezembro de 2019 no contexto da Guerra do Sahel. 
Em 10 de dezembro de 2019, um grande grupo de combatentes pertencentes ao Estado Islâmico na África Ocidental atacou um posto militar em Inates, região de Tillabéri, Níger. Os atacantes usaram armas, bombas e morteiros, matando mais de setenta soldados e sequestrando outros em um dos piores ataques da história do Níger. 
Inates já havia sofrido um ataque em julho do mesmo ano, com 18 soldados sendo mortos.

## Antecedentes
Nos meses anteriores, os ataques do Estado Islâmico no Mali, no Burkina Faso e no Níger se agravaram com incursões em grande escala contra a população civil e as forças armadas. Em novembro, homens armados mataram mais de 50 soldados malianos no ataque de Indelimane de 2019 na região de Ménaka, no Mali. Uma semana depois, em Burkina Faso, homens armados atacaram um comboio de ônibus para os mineiros de Boungou, matando 37, embora alguns calculem que o número de mortos seja muito maior.  Este ataque aconteceu após um ataque a outro posto do Níger, que resultou na morte de três soldados nigerinos e catorze dos agressores. 

## Ataque
Um grande grupo de homens armados invadiu a base disparando morteiros e atirando no maior número de soldados possível. Os agressores incluíram homens-bomba.  O porta-voz do ministério afirmou que muitos dos agressores foram neutralizados por forças amigas. O ataque matou 71 soldados e feriu outros 12. Mais 30 soldados permaneceram desaparecidos após o ataque. Após este ataque, o presidente, Mahamadou Issoufou, decidiu cancelar sua viagem ao Egito. 

## Resultado
Em 12 de dezembro, o Estado Islâmico assumiu a responsabilidade pelo ataque por meio de sua filial local, o Estado Islâmico na África Ocidental. 